# Trenara
Trenara is een Belgische hardloopapp voor trainingsschema’s die rekening houden met de conditie en persoonlijke doelen van gebruikers en de gewenste afstanden.

## Geschiedenis
De app is bedacht en ontwikkeld door Christophe Roosen, die duurloopster Mieke Gorissen begeleid heeft en in 2024 Tongers ondernemer van het jaar werd , samen met Gert Moermans, de ingenieur die het algoritme voor de trainingsschema's ontwikkelde. De app werd in 2018 geïntroduceerd en telt anno 2025 meer dan 123.000 gebruikers,voornamelijk uit België en Nederland.   
In 2023 verkregen de oprichters een grote financiële injectie vanuit drie partijen: 250.000 euro middels een doorbraaklening van LRM, 200.000 euro via een bankfinanciering via KBC en 50.000 euro via VLAIO.

## Functionaliteit
- Op maat gemaakte trainingsschema’s die het schema kunnen bijstellen op basis van prestaties.[8][9]
- Export naar platforms zoals Strava, Garmin en Polar.[10]
- Krachttraining voor Maarten Thysen (krachttrainer en fysio van o.m. Bart Swings, het BOIC en de Koninklijke Belgische Atletiekbond) [11]
- Voedingadvies door Ien Vitse (sportdiëtiste (HOGENT & HAN) & voormalig performance nutrionist  bij Jumbo-Visma) [12]